# HD216336
HD216336 — подвійна зоря. 
Ця подвійна система має видиму зоряну величину в смузі V приблизно 4,5.
Вона розташована на відстані близько 222,3 світлових років від Сонця.

## Подвійна зоря
Головна зоря цієї системи належить до хімічно пекулярних зір й має спектральний клас A0.
Інша компонента має спектральний клас Зорі спектрального класу .